# 植物物語
植物物語（しょくぶつものがたり）は、ライオンのヘアケア・ボディケア製品のブランド名。
1992年2月発売。元々は「エメロン」のシリーズ品として発売された「エメロン 植物物語」が始まりである。2021年4月よりグループ会社のライオンハイジーンが販売する業務用専用ブランドへ移行している。

## ネーミングの由来
1992年当時、化粧石けんはあまりにも身近な商品のため消費者の関心が薄く、目立った商品の動きも少なかったことから「沈黙の市場」と言われていた。こうした中、ライオンでは"毎日使うものだからこそ、天然・自然志向の肌へのやさしさにこだわった商品が必要"と考え、植物原料をベースとした商品の開発に着手した。
当時の化粧石鹸の主原料は牛脂だった。そこでライオンでは、当時化粧せっけんの原料として主流だった牛脂に代えて、東南アジア産の天然パームと天然ヤシの油から、洗う成分の100%が植物原料の石鹸を開発し成功。そのために、香川県坂出市に新しい工場を作った。そして、植物原料を使った石鹸であり、その製造方法にも植物原料にこだわり抜いた物語性があることから、「植物物語」というネーミングを採用した。

## 歴史
- 1992年2月 - 植物成分のみを使用した化粧石鹸「エメロン植物物語」を発売。
- 1993年4月 - ボディソープ・シャンプー・リンスを発売。
- 1994年
  - ハンドソープを発売。
  - 4月 - ボディソープにつめかえ用を追加。
  - 10月 - 洗顔フォームを発売。
- 1995年
  - 3月 - ボディソープ・シャンプー・リンスを改良（組成変更）。
  - 4月 - トリートメントを発売。
- 1996年
  - 携帯用セット「旅の植物物語」を発売。
  - 3月 - ボディソープの価格を変更。
  - 4月 - メイク落としジェルを発売。
- 1997年
  - 3月 - 「もっとやさしく、もっと気持ちよく」をブランドメッセージに掲げ、シャンプー・リンス・トリートメントを改良（エメロン植物物語・ボディソープもパッケージ変更）。
  - 9月 - 泡メイク落としを発売。
- 1998年
  - 敏感肌ラインを追加。
  - 9月 - シャンプー・リンスにつめかえ用を追加。
- 1999年
  - 3月 - シャンプー・リンス・トリートメントを改良（パッケージデザイン変更）。
  - 4月 - ボディソープを改良（パッケージデザインを変更し、ポンプサイズは容器を省資源化）。
- 2000年
  - 8月
    - 化粧石鹸・ボディソープを改良（パッケージデザイン変更）。
    - メイク落としジェルを改良（組成変更）。

  - 9月
    - シャンプー・リンス・トリートメントを改良（パッケージデザイン変更、リンス・トリートメントは組成も変更）。
    - 洗顔フォーム・泡メイク落としを改良（組成変更）、やわらかメイク落としシートを追加発売。
- 2001年9月 - 「植物物語 溶かして浮かせてしっかり落とすクレンジングオイル」を発売。
- 2002年
  - 2月 - 「いいものおぎなう デイリーサプリ」をブランドメッセージに、化粧石鹸・ボディソープ・シャンプー・リンス・トリートメントを改良（ボディソープ全アイテム、シャンプー・リンスのポンプサイズとつめかえ用は同年3月に改良）。なお、ボディソープのレギュラーサイズは廃止。
  - 9月 - 洗顔フォームを「テカリスッキリつっぱらない洗顔フォーム」に、メイク落としジェルを「毛穴の奥までしっかり吸着メイク落としジェル」、泡メイク落としを「泡立ていらずでたちまちなじむ洗顔&メイク落とし」に、やわらかメイク落としシートを「ふんわりやわらかメイク落としシート」にそれぞれ名称を変え、「溶かして浮かしてしっかり落とすクレンジングオイル」とともにリニューアル発売、「口もと・頬までたっぷりうるおうミルク洗顔料」を発売。
- 2003年9月 - 「種の保水力」をブランドメッセージに、化粧石鹸・ボディソープ・シャンプー・コンディショナー（リンスから変更）・トリートメントをリニューアル。この時点でシャンプー・コンディショナーにレギュラーサイズが設定されなくなる。
- 2005年2月 - 商品名が「植物物語 ハーブブレンド」となり、化粧石鹸・シャンプー・コンディショナー・ボディソープ・洗顔フォーム・泡洗顔の6種類をリニューアル。
- 2006年5月 - 化粧石鹸を改良（泡持ち性能向上・パッケージリニューアル）。
- 2012年3月 - 化粧石鹸を5年10ヶ月ぶりにリニューアルし、商品名を約7年ぶりに「植物物語 化粧石鹸」に戻す。
- 2021年3月 - 化粧石鹸と「旅の植物物語」の製造を終了したことで、一般向けの販売を終了。以降は、ライオンハイジーンが扱う業務用専用ブランドへ移行する。

## ラインナップ
業務用製品
- 植物物語 化粧石鹸 - 100g×120個
- 植物物語 シャンプー - 10L（バッグインボックス）

「植物物語ハーブブレンド シャンプー さっぱりさらさらヨーロピアンブレンド」の業務用仕様。
- 植物物語 コンディショナー - 10L（バッグインボックス）

「植物物語ハーブブレンド コンディショナー さっぱりさらさらヨーロピアンブレンド」の業務用仕様。
- 植物物語 ボディソープ -  2L（ボトル）/4L（ボトル）/10L（バッグインボックス）

「植物物語ハーブブレンド ボディソープ リラックスサボン」をベースにしているが、ボトル入りはブルー基調に替わる。
製造終了品
- 植物物語 化粧石鹸 - レギュラーサイズ：90g/90g×3個箱/90g×6個箱、バスサイズ：140g/140g×3個箱、法人向けノベルティ：80g/80g×2個/80g×3個/80g×6個/80g×10個

法人向けノベルティでは、従来の「植物物語ハーブブレンド」の名称で発売されていた。2021年3月製造終了。業務用は継続販売。
- 植物物語 リンス - レギュラー220ml/ポンプ550ml/つめかえ用400ml

「植物アミノ酸（アミノ酸系コンディショニング成分）」と「植物性カチオン活性剤」を採用。容器は白のボトルとオレンジのキャップ。コンディショナーへ継承。
- 植物物語ハーブブレンド シャンプー - ポンプ550ml/つめかえ用400ml

カモミール・ローズマリー・ホップを保湿成分として配合したリーフ&フローラルハーブの香りの「さっぱりさらさらヨーロピアンブレンド（紺のポンプと青緑のクリアボトル）」とかみつれ（カモミール）・ぼだいじゅ花・やぐるまぎくを保湿成分として配合したフルーツ&フローラルハーブの香りの「しっとりなめらかオリエンタルブレンド（紫のポンプと淡いベージュのボトル）」の2種類。2016年8月製造終了。
- 植物物語ハーブブレンド コンディショナー - ポンプ550ml/つめかえ用400ml

シャンプー同様に、カモミール・ローズマリー・ホップを保湿成分として配合したリーフ&フローラルハーブの香りの「さっぱりさらさらヨーロピアンブレンド」とかみつれ（カモミール）・ぼだいじゅ花・やぐるまぎくを保湿成分として配合したフルーツ&フローラルハーブの香りの「しっとりなめらかオリエンタルブレンド」の2種類。ボトルは2種類とも白で、ポンプ部分の色で区別されている（「さっぱりさらさらヨーロピアンブレンド」は青緑、「しっとりなめらかオリエンタルブレンド」はオレンジ）。2016年8月製造終了。
- 植物物語 トリートメント - 220g
- 植物物語 トリートメントウォーター - 200ml/つめかえ用380ml

フレッシュフローラルの香り。
- 植物物語 うるおいヘアクリーム

- 植物物語 うるおい素肌ボディソープ - ポンプ700ml/つめかえ用500ml
- 植物物語ハーブブレンド ボディソープ - ポンプ580ml/つめかえ用420ml/トラベルサイズ90ml（トラベルサイズは「リフレッシュグレープフルーツ」のみの設定）

ローズヒップをプラスしたせっけんの香り「リラックスサボン（ピンク）」、グレープフルーツをプラスしたグレープフルーツの香り「リフレッシュグレープフルーツ（黄）」、セントジョーンズワートを配合した森の香り「ヒーリンググリーン（緑）」、キイチゴを配合したベリーの香り「ハッピーベリー（赤）」の4種類が設定されていた。
「ハッピーベリー」は2016年9月、「ヒーリンググリーン」は2017年3月に順次製造を終了し、残る「リラックスサボン」と「リフレッシュグレープフルーツ」も同年9月に製造を終了した。
- 植物物語 すっきり素肌洗顔フォーム - 100g
- 植物物語 うるおい素肌洗顔フォーム - 100g
- 旅の植物物語 - 植物物語ハーブブレンドシリーズのミニサイズを揃えた旅行用セット。

シャンプー・コンディショナー（さっぱりサラサラヨーロピアンブレンド）各30ml、ボディーソープ（リフレッシュグレープフルーツ）30ml、洗顔フォーム15gをポーチに封入。なお、洗顔フォームは東洋ビューティに製造委託していた。2021年3月製造終了。
- 植物物語 メイク落としジェル - 30g/180g

世界で初めて開発した皮膚用洗浄成分「リンゴ酸アミド」を採用。半透明ジェルタイプ。
- 植物物語 メイクも落とせる泡洗顔 - 200ml

世界で初めて開発した皮膚用洗浄成分「リンゴ酸アミド」を採用。2005年2月に製造終了し、「植物物語ハーブブレンド泡洗顔」に継承。
- 植物物語ハーブブレンド 洗顔フォーム/泡洗顔 - 洗顔フォーム120g/泡洗顔200ml

2008年4月製造終了。
- 植物物語 やわらかメイク落としシート - 本体46枚/つめかえ用46枚/携帯用6枚
- 植物物語 溶かして浮かせてしっかり落とすクレンジングオイル - 180ml
- 植物物語 テカリスッキリつっぱらない洗顔フォーム

- 植物物語 毛穴の奥までしっかり吸着メイク落としジェル

- 植物物語 泡立ていらずでたちまちなじむ洗顔&メイク落とし

- 植物物語 スキンクリーム - チューブ50g/ジャー90g
- 植物物語 薬用ハンドクリーム【医薬部外品】 - 70g
- 植物物語 薬用ハンドソープ【医薬部外品】

- 植物物語 薬用石鹸【医薬部外品】

低刺激タイプ・半透明の固形石鹸。グリチルレチン酸配合。
- 植物物語 薬用ボディソープ【医薬部外品】

低刺激タイプ。グリチルレチン酸に加え、液体洗浄料で初めて、ベントナイトを精製した天然皮膚保護成分「スメクタクト」配合。
- 植物物語 薬用入浴液【医薬部外品】

- 植物物語 やわらかコットン - 90枚/90枚×2個

化粧用コットン。
- 植物物語素肌力 化粧水 - 160ml

保湿成分（マルメロエキス）配合。無香料・無着色。
- 植物物語素肌力 化粧液 - 160ml

化粧水と乳液の2つの機能を持った化粧液。無香料・無着色。2004年9月製造終了。
- 植物物語素肌力 乳液 - 120ml

2005年9月製造終了。
- 植物物語素肌力 薬用ホワイトニング【医薬部外品】 - 30g

美白成分エラグ酸を世界で初めて配合した美白美容液。さっぱりタイプとしっとりタイプの2種類が発売されていた。2005年9月製造終了。
- 植物物語素肌力 薬用リンクルエッセンス【医薬部外品】 - 15g

美容液。2005年9月製造終了。
- 植物物語素肌力 薬用透明ホワイトエッセンス【医薬部外品】 - 30ml

美白美容液。
- 植物物語素肌力 薬用テカリ・アクネジェル【医薬部外品】 - 25ml
- 植物物語素肌力 目もとにしっとり水分補給シート - 6セット（12枚）

目もと用シート。
- 植物物語素肌力 そのとき集中!リンクルシート

## 海外への展開
1997年から海外展開を始め、現在ではタイ・マレーシア・シンガポール・香港・台湾で販売されている。
シャンプー・リンス・ボディソープ・洗顔フォーム・ハンドソープ等が各国の人々に愛用されている。

## CM
歴代CM出演タレント
- 原田知世（1992年2月 - 1998年）
- 石田ひかり
- 山本太郎
- 田中麗奈（1999年4月 - 2003年9月）
- 石田ゆり子（素肌力、2000年12月8日 - 2002年6月）
- 江角マキコ（2003年9月20日 - 2004年4月）
- 蒼井優（2004年7月12日 - 2005年2月）
- 田中美佐子、山内菜々、大塚愛（ハーブブレンド、2005年2月26日 - 2006年）

## 競合商品
- ビオレ（花王） - このシリーズの対抗商品
- ナイーブ (クラシエホームプロダクツ)（クラシエホームプロダクツ販売）
- ダヴ (トイレタリー)（ユニリーバ・ジャパン）